# Barrettali
Barrettali es una comuna francesa situada en la circunscipción departamental de Alta Córcega, en el territorio de la colectividad de Córcega.